# Джек, Крис
Кристофер Рэймонд Джек (англ. Christopher Raymond Jack, родился 5 сентября 1978 года) — новозеландский регбист, выступавший на позиции лока. Известен по выступлениям за «Крусейдерс» из Супер Регби, за «Сарацинс» из Премьер-Лиги, за «Кентербери» и «Тасман» в чемпионате провинций Новой Зеландии и за «Олл Блэкс». Один из ключевых игроков «Олл Блэкс» на позиции лока в 2001—2007 годах.

## Биография

### Клубная карьера
Окончил школу для мальчиков в Ширли, там же начал играть в регби. На уровне регионов представлял команду «Кентербери», в Супер 12/14 играл за команду «Крусейдерс», дебютировал в её составе в 1999 году ещё до дебюта за «Кентербери». Боролся за место в составе клуба «Кентербери» с двумя игроками «Олл Блэкс»: Норманом Максвеллом и Тоддом Блэкэддером. Оставался ведущей силой «Крусейдерс», принеся клубу чемпионства в 2002, 2005 и 2006 годах и проведя с ним 89 игр; при этом из-за игр за сборную и травм он не участвовал в выигранных в 2000 и 2004 годах командой «Кентербери» Щитах Рэнфёрли и победе в чемпионате провинций 2001 года, лично завоевав чемпионство провинций лишь в 2004 году (всего провёл 45 игр за провинции к моменту своего отъезда в Европу).
7 июня 2006 года Крис Джек подписал двухлетний контракт с Тасманским регбийным союзом, за который играл в Кубке ITM, а после чемпионата мира 2007 года ушёл в английский клуб «Сарацины» вместе с другим новозеландцем, Гленом Джексоном. В апреле 2009 года вернулся в Южное полушарие, возобновив контракт с Новозеландским регбийным союзом до 2011 года. Выступал за Западную провинцию в первенстве провинций ЮАР, также в 2010 году играл снова за «Крусейдерс» в Супер Регби. Карьеру завершил в Японии.

### Карьера в сборной
В 2000 году приглашён в осеннее турне второй сборной по Европе. Дебютную игру в составе «Олл Блэкс» провёл 23 июня 2001 года на стадионе «Ланкастер Парк» в Крайстчерче против Аргентины и занёс там же свою первую попытку спустя 11 минут после выхода на замену. В том же году выиграл приз Келвина Тремейна как лучший игрок года. В 2003 году играл на Кубке мира в Австралии, будучи твёрдым игроком основы на позиции замка, но позже в связи с ротацией стал чаще выпадать из обоймы: в разное время замками сборной были Али Уильямс, Кит Робинсон, Джеймс Райан и Джейсон Итон. Играл на Кубке мира 2007 года, занеся попытку в матче против Италии на 50-й минуте. Конец карьере подвёл матч 6 октября 2007 года против Франции в Кардиффе, когда новозеландцы проиграли французам и вылетели с Кубка мира на стадии четвертьфинала. Всего в его активе 67 тест-матчей и одна нетестовая игра, а также 25 очков благодаря 5 попыткам. Среди замков по числу игр он уступает только Иану Джонсу (79 матчей).

### Стиль игры
Лучшими игровыми качествами Криса Джека были вброс мяча в коридор, а также сила и атлетизм в схватках.

### Вне регби
Старший брат — Грэм, регбист, лок команды «Кентербери» и чемпион регионов Новой Зеландии 1997 года. Дядя — Дэвид, игрок команды Саутленда, выигравшей Щит Рэнфёрли в 1959 году. С 2015 года Джек работает в строительной компании в Нельсоне (его отец работает в строительной сфере), а также является послом фонда по борьбе против рака Nelson Child Cancer Foundation.